# MCL 350
Die Reihe 350 waren schmalspurige Vierkuppler-Tenderlokomotiven der italienischen Mediterranea-Calabro-Lucane (MCL).

## Geschichte

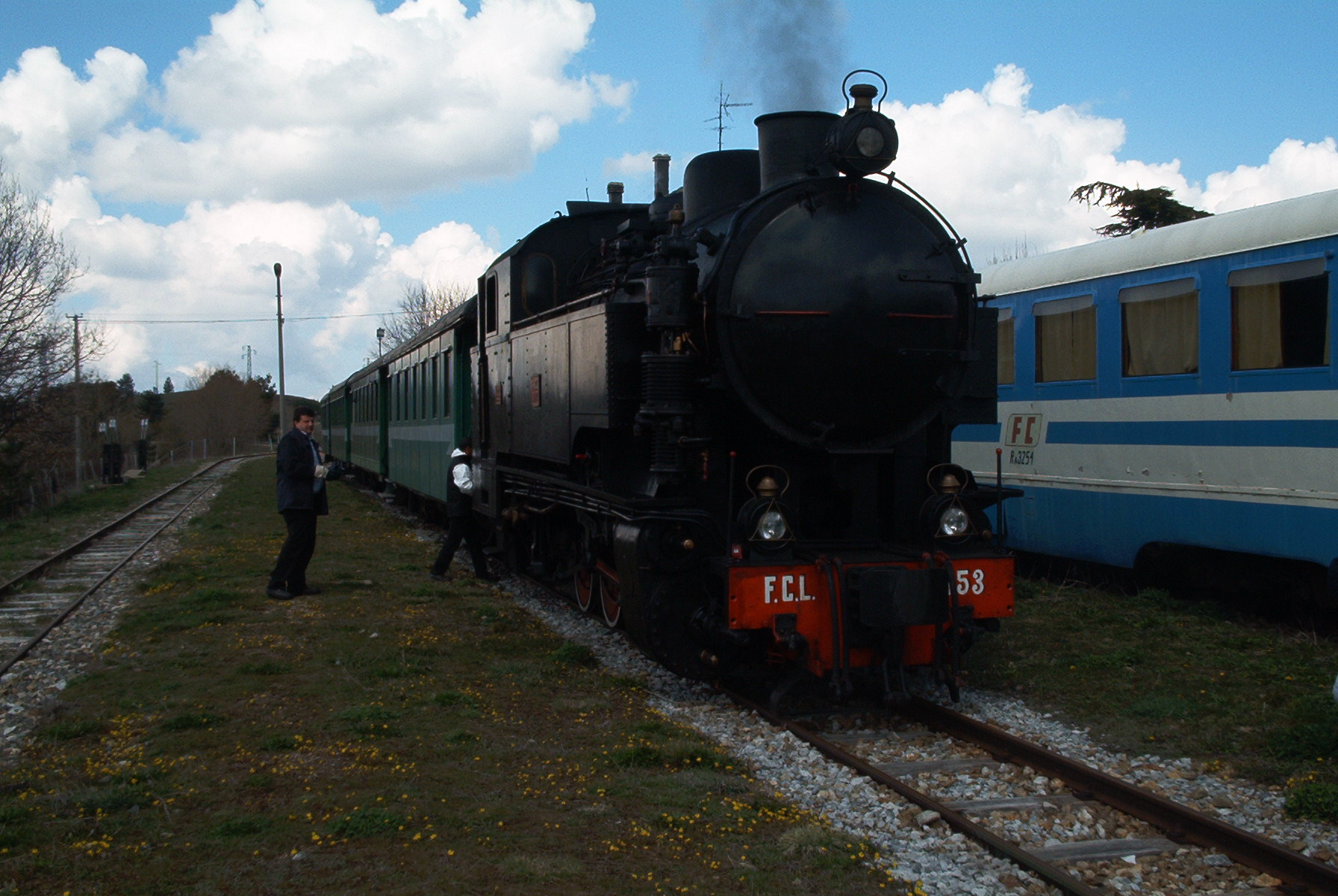
Museumszug mit Dampflokomotive Nr. 353 in San Nicola-Silvana Mansio

Die erste Teilserie der Reihe 350 stammten von Borsig in Berlin, die restlichen Lokomotiven wurden 1928 von italienischen Herstellern in Lizenz gebaut. Die Lokomotiven mit Nummern 354–357 lieferte Breda und Ansaldo in Sampierdarena baute die letzte Teilserie 358–361. Mit 800 PS waren sie die stärksten italienischen Schmalspurlokomotiven. Die Mediterranea-Calabro-Lucane (MCL) teilte die Reihe 350 den Depots Bari, Castrovillari, Cosenza und Potenza zu.
Zwei Exemplare sind erhalten geblieben. Nummer 353 wurde in der ersten Hälfte der 1990er-Jahre restauriert und in Cosenza stationiert, um zwischen Moccone und San Nicola-Silvana Mansio auf der ansonsten eingestellten Stichstrecke von Pedace nach San Giovanni in Fiore Museumszüge zu führen. Nummer 358 ist ausgestellt im Eisenbahnmuseum Colonna, das sich im gleichnamigen Bahnhof des eingestellten Teilstücks der Bahnstrecke Roma Laziali–Frosinone befindet.

## Quelle
- Dario Pisani: Liste des historischen Fahrzeugparks der FCL, abgerufen am 15. Dezember 2015 (italienisch)
- Treno della Sila. Homepage des Museumsbahnbetriebs, abgerufen am 15. Dezember 2017 (italienisch)
- Josef Pospichal: Ferrovie Calabro - Lucane. Auf Lokstatistik, abgerufen am 15. Dezember 2015